# Netelia major
Netelia major là một loài tò vò trong họ Ichneumonidae.